# Alfonso Piccin
Alfonso Piccin (San Martino di Colle Umberto, 4 de setembro de 1901 – Vittorio Veneto, 8 de setembro de 1932) foi um ciclista de estrada e de pista italiano, profissional entre 1924 e 1931.

## Carreira
Correu para o Automoto, a Christophe e Bianchi, sobretudo de gregário de Ottavio Bottecchia, seu líder de filas. De estreante deu-se a conhecer vencendo os campeonatos italianos em 1924. Passado a profissional, venceu o Criterium de abertura a Milão em 1925, o Giro do Veneto em 1927 e o Giro de Emilia em 1928, e obter um segundo posto no Giro de Lombardia de 1927, por trás de Alfredo Binda. Acabou oitavo no Giro d'Italia de 1929. Morreu com tão só 31 anos por causa de um acidente de moto.

## Palmarés
1923
- Giro do Belvedere

1924
- Campeão da Itália de ciclismo de estrada (amador)

1925
- Criterium de abertura

1927
- Giro do Veneto
- Astico-Brenta

1928
- Giro de Emilia

### Resultados no Giro d'Italia
- 1928. 18.º da classificação geral
- 1929. 8.º da classificação geral

### Resultados ao Tour de France
- 1925. 25.º da classificação geral
- 1926. Abandona
- 1929. Abandona